# 그래니
《그래니》(Granny)는 스웨덴 인디 게임 개발자 Dennis Vukanovic가 DVloper라는 이름으로 초기 Slendrina 시리즈의 스핀 오프로 개발한 공포 게임이다. 이 게임에는 이름없는 주인공이 집에 갇혀서 5일에서 6일 만에 집에서 나가기 위해 "미친 할머니"를 피하면서 그녀의 집에서 탈출해야  한다. 이 게임은 출시 이후 유튜브, 트위치 및 기타 소셜 미디어 소스와 같은 다양한 미디어 플랫폼을 통해 큰 인기를 얻었다. 게임의 전반적인 목표는 단서를 사용하고, 퍼즐을 풀고, 집 주변에 흩어져 있는 다양한 아이템을 찾아서 집을 탈출하는 것이다.

## 게임 플레이
게임은 플레이어가 갇힌 오래된 집에서 진행된다. 플레이어는 탈출에 도움되는 아이템을 찾기 위해 집을 탐험해야 한다. 아이템에는 망치, 펜치 한쌍, 산탄총, 석궁, 마스터키, 파란키, 배터리, 코드, 드라이버, 범퍼, 스파크, 차량용 배터리, 렌치, 기름, 자동차 키, 수박, 톱니2개, 플레이 하우스키,  우물 손잡이, 아이스 트랩, 책, 금고키, 고기, 모이, 4층키, 판자, 곰인형이 포함된다. 플레이어는 앞문의 자물쇠를 제거하거나 차고에서 차를 수리하여 탈출할 수 있다. 차고에는 추가 항목이 필요하다.
그래니는 집에서 플레이어를 찾아서 큰 소리를 내고 플레이어를 방해하는 함정을 설치한다. 그래니가 플레이어를 발견하면 난이도에 따라 다른 속도로 쫓기 시작한다. 그래니가 없는 '연습' 모드도있어 플레이어가 집을 자유롭게 돌아다닐 수도 있다. 또한 맨 위의 다락방 바닥에는 거대한 거미가 있어 중요한 아이템을 보호하고 주의가 산만하거나 죽지 않으면 플레이어를 공격한다. 또한 표면에 피 묻은 텍스처를 추가하고 그래니의 모델을 다시 텍스처링하고 그래니의 베어 트랩을 다시 스키닝하는 추가 '나이트메어 모드'가 있다.
플레이어는 비밀 통로, 상자, 침대 밑에 숨을 수 있다. 하지만 그래니에게 걸리고 숨으면 그래니에게 잡힌다.
플레이어가 잡히면 플레이어는 의식을 잃고 그날이 끝난다. 플레이어는 3층 부서진 바닥, 다락방의 거미, 휘발유 캔으로 스스로를 날려서 쓰러질 수 있다, 그래니에게 기절, 플레이어가 마지막 날에 잡히면 4개의 "게임 오버" 컷신 중 하나가 재생된다. 게임오버 컷신은 자동차에 치이거나, 단두대에서 목이 잘리거나, 그래니가 덮치던가, 3층 바닥에서 밀어 덫으로 떨어트리고 뺨을 때리는등 죽는 컷신이 있다. 플레이어는 타이틀 화면으로 돌아간다. 플레이어는 할머니를 무의식 상태로 만들거나 다양한 함정과 무기를 사용하여 일시적으로 눈을 멀게 할 수 있다. 그래니를 샷건으로 쏘면 30초가 추가된다. 익스트림 모드는 15초가 추가된다.
주변 시야를 둘러싼 (2번째 날)절뚝 거림과 피(4번째 날)를 포함하여 집에 있는 동안 부상을 입는다.

## 구성
게임의 구성은 막연하게 암시된다. PC 버전에서 게임은 그래니의 공격을 받기 전에 숲을 걷는 플레이어의 컷 신으로 시작된다. 플레이어가 침대에서 깨어나면 게임이 제대로 시작된다. 지하에서 발견된 메모와 집 전체에 흩어져있는 증거에 따르면, 플레이어는 할머니가 덫을 놓은 첫 번째 사람이 아니다. Granny의 가족 중 한 명이 매달린 시체를 찾고 이스터 에그를 통해 Slendrina를 소환하는 것은 가능하지만 이야기에 거의 기여하지 않는다. 개발자의 이전 Slendrina 시리즈 Slender 팬 게임의 단서는 그래니가 Slendrina의 할머니였고 Selndrina가 책 속에 갇혀 있었지만 어떻게든 탈출했음을 암시한다.

## 반응
이 게임은 다양한 미디어 플랫폼에서 인기를 얻었으며 2018년 5월 유튜브에서 두 번째로 많이 본 모바일 비디오 게임이 되었다. 구글 플레이 스토어에서 별 5개 중 4.2개, 앱 스토어에서 5개 중 4.4개로 되었다. 이 게임은 또한 플레이어의 장치를 맬웨어로 감염시키도록 설계된 사기 게임인 Scary Granny 와 같은 수많은 클론을 생성했다. 이 게임은 2019년 6월, 1억 이상의 다운로드 수이다.
Indie Game Critic의 William Lewinsky는 게임에 10점 만점에 10점을 주었다. 컨트롤은 "매우 잘 구현됨" 으로, 사운드 효과는 "별"이라고 칭찬하면서 플레이어를 겁주는데 효과적이라고 말했다.